# Диксон (Ајова)
Диксон (енгл. Dixon) град је у америчкој савезној држави Ајова. По попису становништва из 2010. у њему је живело 247 становника.

## Демографија
Према попису становништва из 2010. у граду је живело 247 становника, што је -29 (-10.5%) становника више него 2000. године.
| Група             | 2000.       | 2010.       |
| Белци             | 271 (98,2%) | 239 (96,8%) |
| Афроамериканци    | 4 (1,4%)    | 3 (1,2%)    |
| Азијати           | 0 (0,0%)    | 0 (0,0%)    |
| Хиспаноамериканци | 0 (0,0%)    | 1 (0,4%)    |
| Укупно            | 276         | 247         |